# Safim (sector)
Safim é uma cidade e sector da região administrativa de Biombo na Guiné-Bissau. Localiza-se a leste de sua região, sendo cercada por rios em quase todas as direções.
Segundo o censo demográfico de 2009 o sector possuía uma população de 17 356 habitantes, distribuídos numa área territorial de 174,8 km². Territorialmente é o menor sector do Biombo, e também, até 2009, seu menos populoso.
Safim faz parte da virtual Região Metropolitana de Bissau, uma conurbação que inclui as localidades de Bissau, Prabis e Nhacra.

## Etimologia
Seu nome é uma referência o rio Safim, que corta o território sectorial.

## Geografia

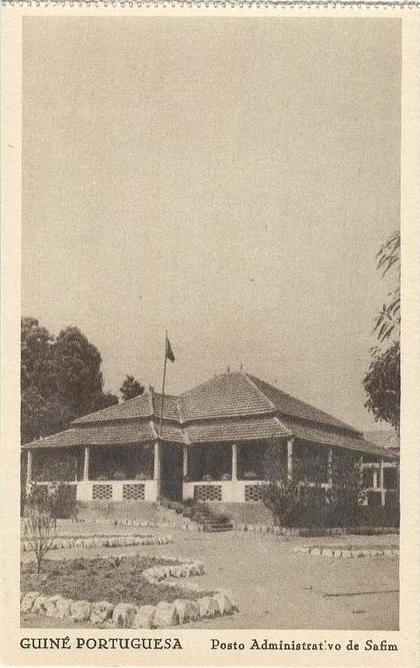
Posto Administrativo de Safim, nas cercanias do ano de 1940, na Guiné Portuguesa.

A geografia de Safim é definida pela ilha de Bissau, sendo limitada pelo rio Safim (centro), pelo rio Mansoa (norte), pelo canal do Impernal (leste) e pelo rio Ondoto (sul).
O sector possui uma superficie territorial de 174,8 km², fazendo parte da região do Biombo.
A população total do sector é de 17.356 habitantes, segundo o censo demográfico de 2009.
Desde 2017 a administração da municipalidade do sector está a cargo de Líbano Gomes Dias.

### Subdivisões
O sector de Safim tem como principal localidade a sua sede, que também tem o nome de Safim. Somente a cidade homônima conserva 2.817 habitantes do sector. Alguns dos principais bairros da cidade são Girota, Centro de Safim, Bissalanca, Plaquê (ou Plack), Hafia e Reino de Jal.
Existe ainda a vila de Insalma.

### Demografia
A população total do sector é de 17.356 habitantes, de acordo com os dados finais do censo de 2009.
Em 2009 sua população urbana era de 2.705 pessoas, enquanto que a rural era de 14.651 pessoas; a estrutura etária compunha-se da seguinte maneira:
- 0-14 anos: 43.8% (7.602 Pessoas) em 2009[12]
- 15-64 anos: 53% (9.193 Pessoas) em 2009[12]
- 65 anos e mais: 3,2% (561 Pessoas) em 2009[12]

A população masculina de Safim, em 2009, era de 8.363 pessoas, enquanto que de mulheres era de 8.993.
Safim era em 2009, portanto, um sector eminentemente rural, com maioria de população em idade ativa e maioria de mulheres.

## Infraestrutura

### Educação
No bairro de Hafia, em Safim, está localizado o campus da mais antiga universidade privada do pais, a Universidade Colinas de Boé.

### Telecomunicações
Safim dispõe de serviços de telefonia fixa e móvel, bem como de serviços de rede por cabo e rede móvel (já com tecnologia (4G/LTE). A principal empresa de telefonia fixa e rede por cabo é a Guiné Telecom, enquanto que a telefonia e a internet móvel são fornecidas pelas empresas Guinetel (nacional e de capital misto), Orange Bissau (grupo franco-senegalês Orange Sonatel) e MTN (sul-africano; anteriormente Areeba, de propriedade da Investcom e Spacetel Guiné-Bissau).
Em sinais de televisão aberta, existem os canais RTP África, TV Guiné-Bissau e Televisão da Guiné-Bissau, e; entre as operadoras de rádio, há transmissões da Rádio Jovem Bissau, da Rádio Nossa-Bissau, da RDP África e da Radiodifusão Nacional da Guiné-Bissau. Os serviços postais, de encomendas e de cargas da cidade são geridos pelos Correios da Guiné-Bissau.

### Transportes
A principal rodovia de ligação de Safim ao restante do território nacional é a Nacional nº 2 (N2/TAH 7/Rodovia Dacar–Lagos), que a liga às localidades de Bissau (ao sul) e Bula (ao norte). Para o leste, a rodovia Nacional nº 1 (N1) liga Safim a Nhacra, e; para o noroeste, a rodovia Local nº 2 (L2) liga Safim a Quinhamel.
Nesta cidade, no bairro de Bissalanca, está o Aeroporto Internacional Osvaldo Vieira, o único aeroporto internacional do país.